# Dayagrétenga
Dayagrétenga, également appelé Dayagtenga, est une commune rurale située dans le département de Zitenga de la province de l'Oubritenga dans la région Plateau-Central au Burkina Faso.

## Géographie
Dayagrétenga se trouve à 6 km au sud-est de Zitenga, le chef-lieu du département, à 12 km au nord de Ziniaré et à 6 km à l'ouest de la route nationale 3.

## Santé et éducation
Dayagrétenga accueille une maternité isolée. Le centre de soins le plus proche est le centre de santé et de promotion sociale (CSPS) d'Andem et que le centre médical avec antenne chirurgicale (CMA) de la province se trouve à Ziniaré.